# 용암천 (울산)
용암천(龍岩川)은 울산광역시 울주군 청량읍 용암리의 거남산 다라골못에서 발원하여 대체로 북류하다가 홍명고등학교 부근에서 동류하다가 청량면 용암리와 남구 성암동 경계에서 외황강으로 흘러드는 강이다.